# Am Salzhaff
Am Salzhaff é um município da Alemanha, situado no distrito de Rostock, no estado de Mecklemburgo-Pomerânia Ocidental. Tem 15,45 km² de área, e sua população em 2019 foi estimada em 515 habitantes.